# Xã Trail Creek, Quận Harrison, Missouri
Xã Trail Creek (tiếng Anh: Trail Creek Township) là một xã thuộc quận Harrison, tiểu bang Missouri, Hoa Kỳ. Năm 2010, dân số của xã này là 216 người.